# Turners dagböcker

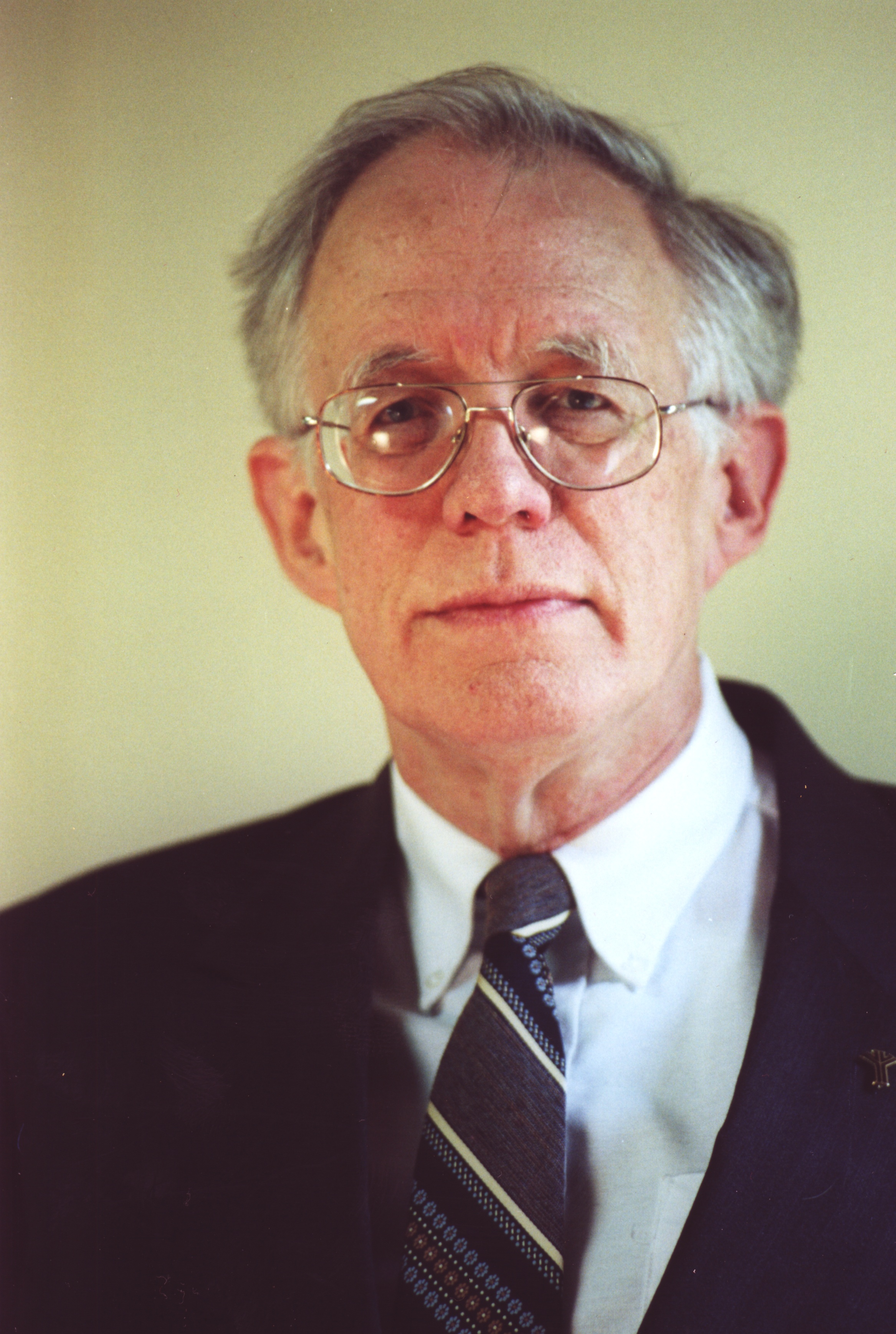
Författaren William Luther Pierce 2001.

Turners dagböcker (engelska: The Turner Diaries) är en dagboksroman skriven 1978 av William Luther Pierce (under pseudonymen "Andrew Macdonald"), ledare för den vita separatistorganisationen National Alliance. Före 1995 var det en ganska obskyr bok, men efter Bombdådet i Oklahoma City fick den kraftigt ökad uppmärksamhet, eftersom Timothy McVeigh hänvisade till boken som inspiration.
Jonas Bergkvist har översatt den till svenska (Logik, 2009, ISBN 9789197774918).

## Handling
Bokens jag är Earl Turner, aktivist i Organisationen, en USA-baserad gerillarörelse som strävar efter att upprätta vit hegemoni i världen. Sina främsta fiender anser man sig ha i judarna som strävar efter en värld med rasblandning, med sig själva som herrar och de vita som underordnade. Organisationen anser därför att alla världens judar måste utrotas innan segern kan anses vara vunnen.
Det krig som sedan skildras börjar med mindre terrorattentat i USA och utvecklas till ett fullskaligt inbördeskrig.   Global seger vinns först i bokens postskriptum.
Organisationen är olaglig till följd av den amerikanska lagstiftningen mot rasism. Såsom medlem kan man endera bli "legal" eller "illegal", där den sistnämnda gruppen i huvudsak ägnar sig åt väpnad kamp mot Systemet. De förstnämnda kan i och för sig inte utöva någon laglig politisk verksamhet men är inte tvingade att gömma sig för Politiska polisen, eftersom man lyckats hålla sitt medlemskap hemligt. Hela Organisationen styrs genom demokratisk centralism med revolutionskommandot som högsta myndighet.
De verkligt lojala och engagerade medlemmarna kan upptas i "the Order", ett hemligt sällskap inom Organisationen vilkas medlemmar känner igen varandra genom en hemlig hälsningsgest. Sällskapet är avsiktligt utformat som en prästerskapsliknande elit, där de personer som utväljs som medlemmar är sådana som har klarat såväl "the test of the Word" som "the test of the Deed" i förhållande till "the Cause". Man är inom detta hemliga sällskap "bearers of the Faith", och det avantgarde från vilket alla framtida ledare rekryteras. Under revolutionens andra fas, sedan Systemet krossats, offentliggörs existensen av the Order.

## Liknande litteratur
Organisationen Southern Poverty Law Center har beskrivit boken Le Camp des Saints som en slags anti-invandrings motsvarighet till Turners dagböcker.